# Heterogyna protea
Heterogyna protea är en biart som beskrevs av Nagy 1969. Heterogyna protea ingår i släktet Heterogyna och familjen Heterogynaidae. Inga underarter finns listade i Catalogue of Life.